# 南亚足球联合会
南亚足球联合会（英語：South Asian Football Federation，简称SAFF）成立于1997年，是由南亚各成员足球协会联合而成的足球机构，同时也是亚洲足球联合会的一个地区性分支机构。創始成员包括孟加拉国， 印度， 馬爾代夫， 尼泊爾， 巴基斯坦和斯里蘭卡。不丹于2000年，阿富汗于2005年加入该联合会。2015年2月，阿富汗足球协会领导人Haroon Amiri宣布阿富汗退出南亚足球联合会，转而加入新成立的中亚足球联合会。

## 成員國
| 國家     | 加入年份 | 足球協會           | 附註           |
| -------- | -------- | ------------------ | -------------- |
|          | 1997     | 孟加拉國家足球隊   | 創辦會員       |
| 印度     | 1997     | 印度國家足球隊     | 創辦會員       |
| 馬爾地夫 | 1997     | 馬爾地夫國家足球隊 | 創辦會員       |
| 尼泊尔   | 1997     | 尼泊爾國家足球隊   | 創辦會員       |
| 巴基斯坦 | 1997     | 巴基斯坦國家足球隊 | 創辦會員       |
| 斯里蘭卡 | 1997     | 斯里蘭卡國家足球隊 | 創辦會員       |
| 不丹     | 2000     | 不丹國家足球隊     | 第一次擴編加入 |

### 過去成員國
| 國家   | 加入年份  | 足球協會         |
| ------ | --------- | ---------------- |
| 阿富汗 | 2005–2015 | 阿富汗國家足球隊 |

阿富汗在2005年，南亞足球聯盟第二次擴編時加入，但在2015年時宣布離開南亞足球聯盟，轉至中亞足球協會(CAFF)。

## 舉辦賽事

### 南亞足球錦標賽
南亞足球錦標賽自1993年開始舉辦，每2年舉辦一次，所有南亞足球聯盟成員國的足球代表隊皆有資格參加。目前已舉辦10屆，最近舉辦的一屆是在2013年，应届南亞足球錦標賽冠军是阿富汗，他们在2013年南亞足球錦標賽决赛中2-0击败印度。然而2015年南亚足球联合会锦标赛是阿富汗最后一届参加南亞足球錦標賽，之后他们将退出南亞足球聯盟，不再参加聯盟旗下舉辦的赛事。

### 南亞U-19青年錦標賽
南亞U-19青年錦標賽自2015年開始舉辦，所有南亞足球聯盟成員國的19歲以下以下足球代表隊皆有資格參加。目前已舉辦一屆，最近舉辦的一屆是在2015年，應屆冠軍是尼泊爾。

### 南亞U-16青年錦標賽
南亞U-16青年錦標賽自2011年開始舉辦，每2年舉辦一次，所有南亞足球聯盟成員國的16歲以下以下足球代表隊皆有資格參加。目前已舉辦三屆，最近舉辦的一屆是在2015年，應屆冠軍是孟加拉。

### 南亞女子足球錦標賽
南亞女子足球錦標賽自2010年開始舉辦，每2年舉辦一次，所有南亞足球聯盟成員國的女子足球代表隊皆有資格參加。目前已舉辦三屆，最近舉辦的一屆是在2014年，應屆冠軍是印度。